# Kanadischer Hip-Hop

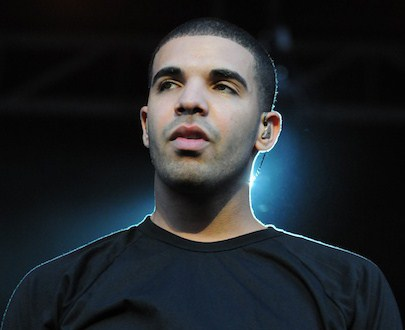
Drake ist der kommerziell erfolgreichste kanadische Hip-Hop-Künstler

Kanadischer Hip-Hop entwickelte sich viel langsamer als die Rockmusik-Szene. Obwohl Kanada Hip-Hop-Künstler vom Beginn der Szene an hatte, gab es schlicht und ergreifend keine Infrastruktur, um diese Musik zum Aufnahmen kaufenden Publikum zu bringen. Selbst Toronto, Kanadas größte Stadt und eine der multikulturellsten, hatte bis 2000 Schwierigkeiten eine Radiostation mit Musik aus der Stadt zu erhalten, so war es selbst außerordentlich schwierig für einen kanadischen Hip-Hop-Künstler selbst bei einem Plattenvertrag bekannt zu werden.
Devon, Maestro Fresh Wes und Dream Warriors schafften es in den späten 1980er und frühen 1990er Jahren für eine kurze Zeit durch den Mainstream-Pop zu brechen. Maestros erster Charthit, Let Your Backbone Slide, war die erste kanadische Rapsingle, die es in die Top40 schaffte und blieb bis 2005 die meistverkaufte kanadische Rapsingle aller Zeiten. Andere bemerkenswerte Rapsingles dieser Ära waren Maestros Drop The Needle, Devons Mr. Metro, Dream Warriors’ My Definition of a Boombastic Jazz Style und Wash Your Face in My Sink und Kishs I Rhyme the World in 80 Days.
1991 beantragte Milestone Radio bei der CRTC eine Lizenz für städtische Radiostation in Toronto, was die erste derartige Station in Kanada gewesen wäre, aber diese Lizenz wurde zugunsten der eines Country-Musik abgelehnt (obwohl bereits derartige Sender in Toronto existierten).
Die Entscheidung war kontrovers und traf die kanadische Hip-Hop-Szene beträchtlich. Lediglich eine kanadische Rapperin, Michie Mee hatte einen Auftritt in den nationalen Charts zwischen 1991 und 1998 – und sie schaffte dies auch nur durch die Partnerschaft mit der Hardrockband Raggadeath. Snow, der 1993 mit Informer einen Hit landete, wird manchmal fälschlicherweise als Rapper etikettiert, aber sein Stil war in Wirklichkeit akkurater als Dancehall (ein Stil des Reggae) beschrieben und nicht als Hip-Hop. Auch Tom Greens Band Organized Rhyme hatte auf MuchMusic einigen Erfolg mit Check the O.R., wurde aber nicht weitverbreitet im Radio gespielt.
Zu dieser Zeit konnten amerikanische Hip-Hop-Acts bereits auch in Kanada Erfolge feiern. Auch hatten afrokanadische Musiker wie Infidels, Deborah Cox und The Philosopher Kings bemerkenswerte Erfolge in den Pop- und Rock-Genres. Aber für kanadische Hip-Hopper blieb die Tür lange geschlossen.
Das begann sich 1997 zu ändern, als einige einschneidende Ereignisse in relativ kurzer Zeit geschahen: Dubmatique schaffte den Durchbruch als erste Rapband aus Québec, die die frankophonischen Popcharts stürmte und es entstand eine Kontroverse in Toronto als Milestone erneut übergangen wurde, als es um einen Stadtradiosender ging. Stattdessen wurde eine weitere Sendelizenz für CBCs existierendes Radio One vergeben.
Am wichtigsten war es, dass die Vancouver Hip-Hop-Band Rascalz eine All-Star-Gruppe heranwachsender kanadischer Rapper zusammenbrachte, die Northern Touch aufnahm, ein aufschreckendes Statement der Entschlossenheit für kanadische Hip-Hopper, das 1998 als Single veröffentlicht wurde und entgegen allen Erwartungen der erste kanadische Hip-Hop-Hit seit 1991 wurde.
Später in diesem Jahr verweigerte Rascalz die Annahme des Juno Award als Beste Rap-CD, da der Preis während des nicht im TV ausgestrahlten Teils der Verleihung präsentiert wurde. Getroffen von der Behauptung des Rassismus verlegten die Veranstalter den Rap-Preis in die Hauptverleihung im nächsten Jahr. Ebenfalls 1998 überwand Maestro Fresh Wes, jetzt einfach als Maestro bekannt, seine Erfolglosigkeit und hatte mit Stick to Your Vision seinen ersten Charthit seit sieben Jahren.
Hip-Hop- und Trip-Hop-Künstler wie Esthero, Choclair, Saukrates und Kardinal Offishall begannen ebenfalls Wellen in der Presse zu schlagen, als die Rascalz-Kontroverse und Maestros Comeback die Aufmerksamkeit auf kanadischen Hip-Hop erneuerten.
Im selben Jahr schloss CBCs Toronto-Sender seinen Wechsel zu FM ab. Weil die FM-Frequenz bessere Sendebereiche anbot, befand die CBC, dass es möglich sei, zwei Sender zu betreiben, um die Orte außerhalb der Stadt zu beliefern.
2000, nach dem dritten, vergab die CRTC eine der Frequenzen an Milestone. Im selben Jahr gründete und ließ die CBC Drop the Beat ausstrahlen, eine TV-Serie über Hip-Hop-Kultur.
2001 schließlich debütierte CFXJ (Flow 93.5) als Kanadas erster Stadtmusiksender. Andere Stadtsender folgten auch schnell in anderen kanadischen Städten und zum ersten Mal hatten kanadische Hip-Hop-Künstler ein Netzwerk von Absatzmöglichkeiten im Radio für ihre Musik. Die andere Frequenz wurde an Aboriginal Voices übergeben für einen Sender, um die First-Nations-Gemeinschaften zu beliefern.
Swollen Members, Nelly Furtado, K-os, Buck 65, Sixtoo, Jully Black, Jarvis Church, Shawn Desman, Sweatshop Union, Glenn Lewis, Dead Celebrity Status, Remy Shand, Toya Alexis, K’naan, Shad und Classified waren unter den Rap- und R&B-Künstlern, die von dieser neuen Ära der kanadischen Musik profitierten.